# Dialogi (kwartalnik)
„Dialogi” – dwujęzyczny kwartalnik społeczno-kulturalny wydawany w Edmonton (Albercie) w Kanadzie w latach 1984–1987. 
Redaktorem naczelnym był ówczesny dziekan Wydziału Literatury Porównawczej Uniwersytetu Alberty, prof. Edward Możejko. Stałymi współpracownikami kwartalnika byli m.in.: Edward Zyman (publicysta, poeta), prof. Ignacy Adel-Człowiekowski (Uniwersytet w Lethbridge, Kanada), Bogumił Pacak-Gamalski (publicysta, poeta), dr Joanna Matejko (Uniwersytet Alberty) i Danek Możdeżeński (rzeźbiarz). Kwartalnik był wydawnictwem Kongresu Polonii Kanadyjskiej, oddział w Albercie. Pismo ukazywało się po polsku, z obszernymi streszczeniami ważniejszych tekstów w języku angielskim. Obejmowało zagadnienia: historycznych korzeni współczesnej kultury polskiej (historia Ormian we Wschodniej Małopolsce – zwłaszcza Kościoła Ormiańskiego we Lwowie – sztuki żydowskiej w Polsce przed 1939), stanu emigracji polskiej w Kanadzie (pierwszy numer prezentował trzy eseje na ten temat: I. Adel-Człowiekowskiego, E. Zymana i B. Pacak-Gamalskiego) oraz literatury polskiej w Kanadzie. Osobny dział poświęcony był bieżącym zagadnieniom organizacji życia Polonii w Albercie.